# Гёре, Пауль
Пауль Гёре (нем. Paul Göhre; 18 апреля 1864, Вурцен — 4 июня 1928 или 6 июня 1928, Бухгольц, провинция Шлезвиг-Гольштейн) — германский протестантский пастор и богослов, политик и публицист; депутат рейхстага Германской империи.

## Биография
Пауль Гёре родился 18 апреля 1864 года в городе Вурцене. По окончании обучения в Лейпцигском и Берлинском университетах был пастором в Саксонии. 
В 1890 году он поступил простым рабочим на фабрику в Хемнице с целью ознакомиться с жизнью и бытом рабочих. Свои впечатления он описал в книге «Три месяца фабричным рабочим» (М., 1907; «Drei Monate Fabrikarbeiter u. Handwerksbursche», Lpz., 1891), вызвавшей огромный интерес у читателей всех сословий. 
В 1891—1899 гг. Гёре был генеральным секретарем «Евангелически-социального конгресса», а затем вторым председателем основанной им в 1896 году, вместе с пастором Фридрихом Науманом, Национал-социальной ассоциации. Сложив с себя официально духовный сан (1897), П. Гёре в 1899 году, после неудачных попыток придать своей партии пролетарский характер, вступил в социал-демократическую партию. Причины, побудившие Гёре к переходу в социал-демократы, он изложил в нашумевшей брошюре «Как пастор стал социал-демократом» («Wie ein Pfarrer Sozialdemokrat wurde», В., 1900). 
Заняв место в правом крыле социал-демократов, Пауль Гёре в 1903 году был избран в рейхстаг. На Дрезденском партейтаге 1903 года Гёре, в числе других ревизионистов, подвергся резким нападкам со стороны Бебеля, главным образом за сотрудничество с буржуазными изданиями. Состоявшийся по постановлению партии третейский суд над Гёре закончился его полной реабилитацией. 
В дальнейшем Гёре неоднократно избирался в рейхстаг; во время Первой мировой войны был на фронте, во время Ноябрьской революции 1918 года состоял товарищем (заместителем) военного министра, а позднее, до 1923 года, являлся членом прусского министерства. В 1923 году он отказался со всех должностей по состоянию здоровья.
Пауль Гёре умер в начале июня 1928 года в Бухгольце.